# Hanna-Nagel-Preis
Der Hanna-Nagel-Preis ist ein Kunstpreis, der zuerst jährlich, mittlerweile aber nur noch alle zwei Jahre verliehen wird. Er wurde 1998 ins Leben gerufen und fördert zeitgenössische bildende Künstlerinnen, die älter als 40 Jahre alt sind und im Regierungsbezirk Karlsruhe leben. Benannt wurde der Preis nach der Heidelberger Zeichnerin und Grafikerin Hanna Nagel (1907–1975), die an der Badischen Landeskunstschule u. a. bei Karl Hubbuch studiert hatte und eine Vertreterin der Neuen Sachlichkeit war.
Der Kreis der Stifterinnen wurde von fünf Karlsruher Präsidentinnen gebildet: Jutta Limbach, ehemalige Präsidentin des Bundesverfassungsgerichts; Gerlinde Hämmerle, ehemalige Regierungspräsidentin des Regierungsbezirks Karlsruhe; Margareta Barth, Präsidentin der Landesanstalt für Umwelt, Messungen und Naturschutz Baden-Württemberg; Hildegard Gerecke, Karlsruher Polizeipräsidentin und Heike Haseloff-Grupp, Präsidentin des Landessozialgerichts Baden-Württemberg; 2005 kam Generalstaatsanwältin Christine Hügel hinzu. Bis 2015 wurde der Kreis der Stifterinnen um Andrea Heck, Präsidentin der Oberfinanzdirektion Karlsruhe, Regierungspräsidentin Nicolette Kressl und Bettina Limperg, Präsidentin des Bundesgerichtshofes, erweitert.

## Preisträgerinnen
- 1998: Gerlinde Fertig
- 1999: Sibylle Wagner
- 2000: Hannelore Neeb
- 2001: Ursula Fleischmann
- 2002: Gabi Streile
- 2003: Bernadette Hörder
- 2004: Elke Wree
- 2005: Sabine Funke
- 2006: Barbara Denzler
- 2007: Silke Stock
- 2011: Susanne Ackermann
- 2013: Mona Breede
- 2015: Simone Demandt
- 2017: Gundula Bleckmann
- 2018: Nina Laaf
- 2020: Peco Kawashima